# حرب التيارات
حَرْبُ اَلتَّيَّاَرَاَتِ أَوْ صِرَاَعُ اَلتَّيَّاَرَاَتِ (بالإنجليزية: War of currents) هو صراع وقع في أواخر ثمانينيات القرن التاسع عشر وأوائل تسعينياته. وقد نشأت من نظامين للإضاءة تم تطويرهما في أواخر سبعينيات القرن التاسع عشر وأوائل ثمانينياته، إضاءة الشوارع بقوس كهربائي يعمل بالتيار المتردد عالي الجهد (AC)، والإضاءة المتوهجة الداخلية واسعة النطاق ذات التيار المستمر منخفض الجهد (DC) التي تسوقها شركة توماس إديسون. في عام 1886، واجه نظام إديسون منافسة جديدة، نظام التيار المتردد الذي قدمته في البداية شركة جورج وستنجهاوس والذي استخدم المحولات لخفض الجهد العالي بحيث يمكن استخدام التيار المتردد للإضاءة الداخلية. سمح استخدام الجهد العالي لنظام التيار المتردد بنقل الطاقة لمسافات أطول من محطات توليد مركزية كبيرة أكثر كفاءة. مع انتشار استخدام التيار المتردد بسرعة مع قيام شركات أخرى بنشر أنظمتها الخاصة، ادعت شركة جنرال إلكتريك في أوائل عام 1888 أن الجهد العالي المستخدم في نظام التيار المتناوب كان خطيرًا، وأن التصميم كان أدنى من براءات الاختراع التي تقف وراء نظام التيار المستمر الخاص بها، وينتهكها.
في ربيع عام 1888، نشأت ضجة إعلامية حول الوفيات الكهربائية الناجمة عن خطوط التيار المتردد عالية الجهد المثبتة على الأعمدة، والتي تدل علي جشع وقسوة شركات الإضاءة القوسية التي تشغلها. في يونيو من ذلك العام، ادعى هارولد ب. براون ، وهو مهندس كهرباء من نيويورك، أن شركات الإضاءة القائمة على التيار المتردد تعرض الجمهور للخطر باستخدام أنظمة الجهد العالي المثبتة بطريقة غير صحيحة. كما ادعى براون أيضًا أن التيار المتردد أكثر خطورة من التيار المستمر وحاول إثبات ذلك من خلال قتل الحيوانات علنًا بكلا التيارين، بمساعدة فنية من شركة إديسون إلكتريك. تواطأت شركة إديسون وبراون بشكل أكبر في أهدافهما الموازية للحد من استخدام التيار المتردد. كما تواطأ كلاهما مع شركة طومسون هيوستن إلكتريك، وهي شركة منافسة رئيسية لشركة ويستنجهاوس في مجال التيار المتردد، للتأكد من أن الكرسي الكهربائي الأول كان مدعومًا بمولد تيار متردد من ويستنجهاوس.
بحلول أوائل تسعينيات القرن التاسع عشر، كانت الحرب تقترب من نهايتها. أجبرت المزيد من الوفيات الناجمة عن خطوط التيار المتردد في مدينة نيويورك شركات الكهرباء على إصلاح مشاكل السلامة. لم يعد توماس إديسون يسيطر على شركة إديسون إلكتريك، وبدأت الشركات التابعة في إضافة التيار المتردد إلى الأنظمة التي كانت تبنيها. بما في ذلك اندماج شركة إديسون إلكتريك مع أكبر منافس لها، تومسون-هيوستن، لتشكيل شركة جنرال إلكتريك في عام 1892. أدى اندماج شركة إديسون إلكتريك مع منافسها الرئيسي في التيار المتردد إلى إنهاء حرب التيارات وإنشاء شركة جديدة تسيطر الآن على ثلاثة أرباع الأعمال الكهربائية في الولايات المتحدة.   فازت شركة ويستنجهاوس بمناقصة توريد الطاقة الكهربائية لمعرض كولومبيان العالمي في عام 1893 وفازت بالجزء الأكبر من عقد بناء مشروع شلالات نياجرا الكهرومائي في وقت لاحق من ذلك العام (تقسيم العقد جزئيًا مع شركة جنرال إلكتريك). انخفضت أنظمة توزيع الطاقة التجارية ذات التيار المستمر بسرعة في الأعداد طوال القرن العشرين؛ تم إغلاق آخر مرفق للتيار المباشر في مدينة نيويورك في عام 2007. 

## مقدمة

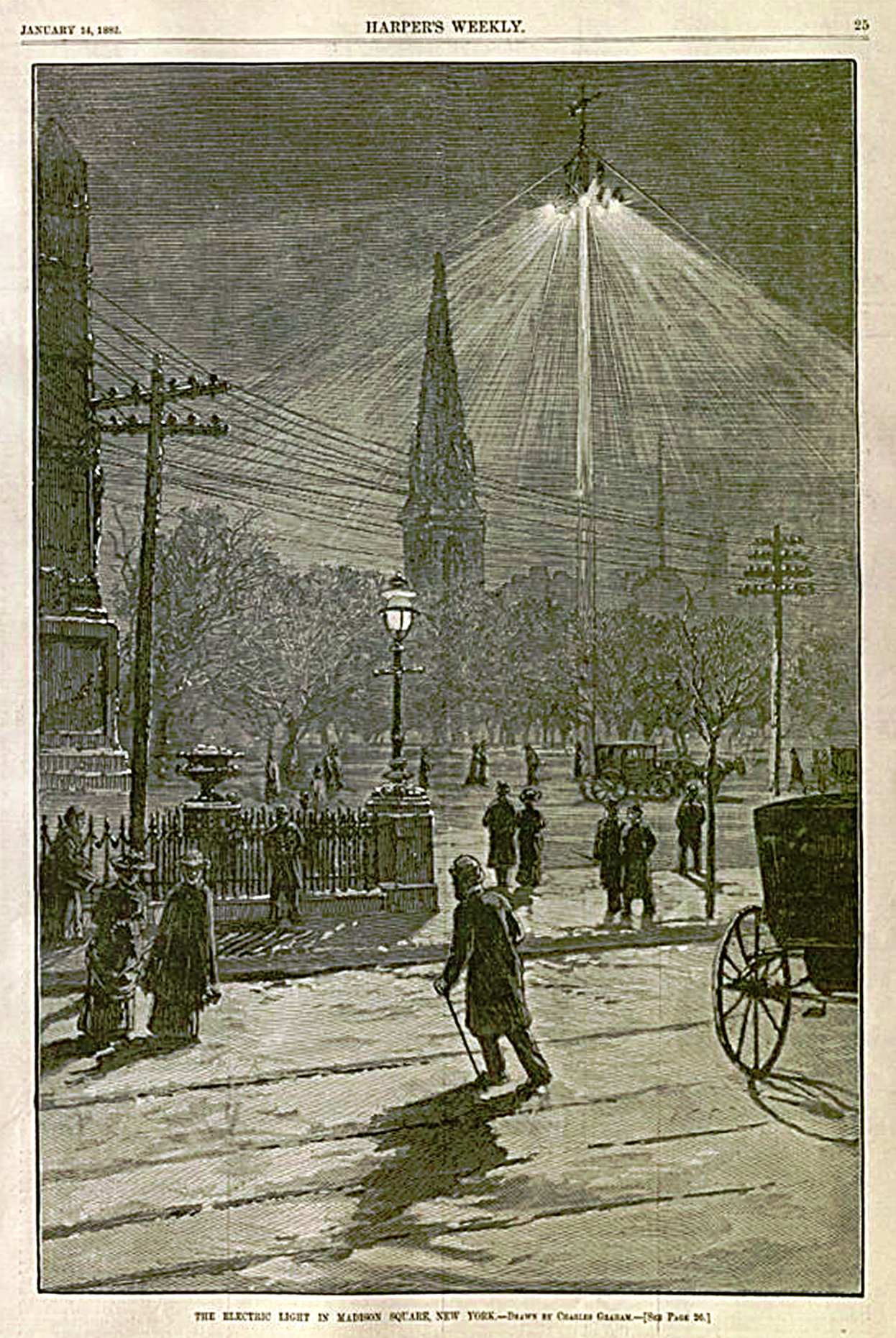
لا يمكن استخدام الإضاءة القوسية شديدة السطوع (مثل هذه في نيويورك عام 1882) إلا في الهواء الطلق أو في مساحات داخلية كبيرة حيث يمكن تركيبها في أماكن عالية بعيدًا عن خط رؤية الناس.

نشأت حرب التيارات نتيجة لتطوير نظامين للإضاءة؛ الإضاءة القوسية التي تعمل بالتيار المتناوب والإضاءة المتوهجة التي تعمل بالتيار المستمر.  وقد حل كلاهما محل أنظمة الإضاءة التي تعمل بالغاز ، حيث استحوذت الإضاءة القوسية على إضاءة المناطق الكبيرة/الشوارع، واستبدلت الإضاءة المتوهجة الغاز في الإضاءة الداخلية للشركات والمنازل.

### إضاءة قوسية
بحلول أواخر سبعينيات القرن التاسع عشر، بدأ تركيب أنظمة مصابيح القوس الكهربائي في المدن، مدعومةً بمحطات توليد مركزية. كانت إضاءة القوس الكهربائي قادرة على إضاءة الشوارع، وساحات المصانع، أو داخل المباني الكبيرة. استخدمت أنظمة مصابيح القوس الكهربائي جهدًا كهربائيًا عاليًا (أكثر من 3000 فولت) لتزويد عدة مصابيح متصلة على التوالي بالتيار الكهربائي،  وكان بعضها يعمل بشكل أفضل باستخدام التيار المتردد.
شهد عام 1880 تركيب أنظمة إضاءة قوسية واسعة النطاق في العديد من المدن الأمريكية بما في ذلك محطة مركزية أنشأتها شركة بروش للمكائن االإلكترونية في ديسمبر 1880 لتزويد خط كهرباء بطول 2-ميل (3.2 كـم) طول شارع برودواي في مدينة نيويورك بنظام إضاءة قوسية تجريبية – فولت.   كانت عيوب الإضاءة القوسية: أنها تتطلب صيانة مكثفة، وتصدر طنينًا، ووميضًا، وتشكل خطر نشوب حريق، وكانت مناسبة حقًا للإضاءة الخارجية فقط، وبالجهد العالي المستخدم، كان من الخطر العمل بها.

### وستنجهاوس والتيار المتناوب

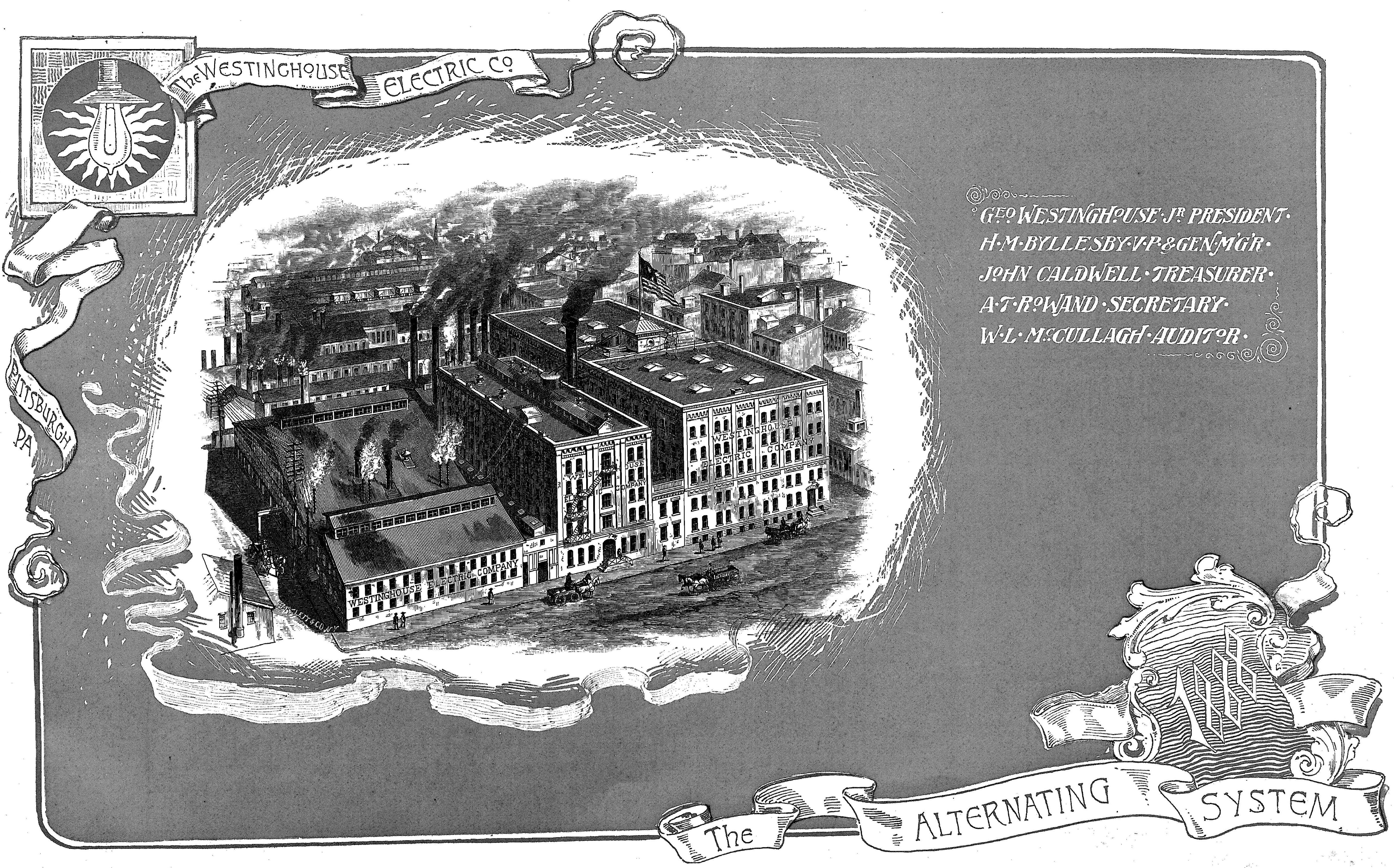
كتالوج شركة ويستنجهاوس للكهرباء لعام 1888 يعلن عن "نظامها المتناوب".

في عام 1884، دخل جورج وستنجهاوس، المخترع ورائد الأعمال من بيتسبرغ، بنسلفانيا، مجال الإضاءة الكهربائية عندما بدأ بتطوير نظام تيار مستمر، وعيّن ويليام ستانلي الابن للعمل عليه. في عام 1885، قرأ مقالاً في المجلة التقنية البريطانية "الهندسة " يصف أنظمة التيار المتردد قيد التطوير.  بحلول ذلك الوقت، اكتسب التيار المتردد ميزة رئيسية على التيار المستمر مع تطوير المحولات التي سمحت برفع الجهد إلى جهد نقل أعلى بكثير، ثم خفضه إلى جهد أقل للاستخدام التجاري والسكني. سمحت للجهد العالي لمحطة توليد مركزية بتزويد مساحة كبيرة، تصل إلى 7-ميل (11 كـم) رأى ويستنجهاوس هذا كوسيلة لبناء نظام تنافسي حقيقي بدلاً من مجرد بناء نظام إضاءة تيار مستمر تنافسي بالكاد باستخدام براءات اختراع مختلفة بما يكفي للالتفاف على براءات اختراع إديسون.  كما يعني نظام إديسون للتيار المستمر لمحطات التيار المستمر المركزية نطاق نقلها القصير أيضًا وجود مجموعة من العملاء غير المزودين بين محطات إديسون التي يمكن لشركة ويستنجهاوس تزويدها بسهولة بطاقة التيار المتردد.

## المخاوف المتعلقة بالسلامة

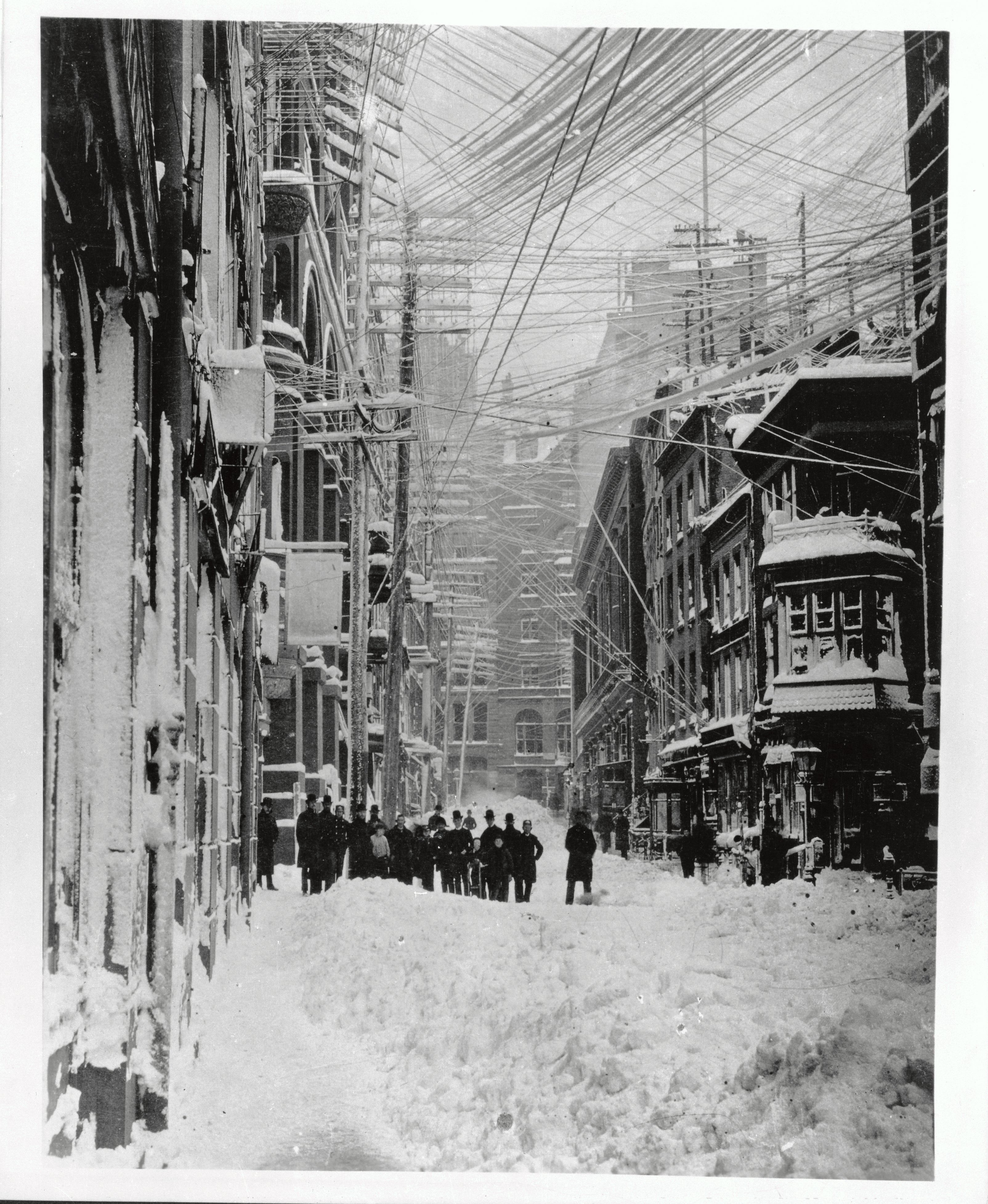
خطوط الهاتف والتلغراف والكهرباء العديدة تغطي شوارع مدينة نيويورك في صورة التقطت للعاصفة الثلجية الكبرى عام ١٨٨٨. أدى سقوط خط تيار متردد أثناء العاصفة إلى صعق كهربائي لفتى في ذلك الربيع.

كان إيليهو تومسون من شركة تومسون-هيوستن مهتمًا بسلامة التيار المتردد، وبذل جهدًا كبيرًا في تطوير مانع صواعق لخطوط الطاقة عالية الجهد، بالإضافة إلى مفتاح مغناطيسي لإيقاف تشغيل النظام في حالة حدوث زيادة مفاجئة في الطاقة، وهي ميزة أمان لم تكن موجودة في نظام وستنجهاوس. كما كان تومسون قلقًا بشأن مصير المعدات بعد بيعها، مفترضًا أن العملاء سيتبعون ممارسة محفوفة بالمخاطر تتمثل في تركيب أكبر عدد ممكن من المصابيح والمولدات. كما اعتقد أن فكرة استخدام إضاءة التيار المتردد في المنازل السكنية خطيرة للغاية، مما دفع الشركة إلى الامتناع عن هذا النوع من التركيبات حتى يتم تطوير محول أكثر أمانًا. 
بسبب المخاطر التي تشكلها خطوط الكهرباء ذات الجهد العالي، تطلبت معظم المدن الأوروبية ومدينة شيكاغو في الولايات المتحدة تمديدها تحت الأرض. لم تشترط مدينة نيويورك الدفن ولم يكن لديها سوى القليل من حيث التنظيم، لذا بحلول نهاية عام 1887، تم خلط خليط الأسلاك العلوية لأنظمة الهاتف والتلغراف والحريق والإنذار ضد السرقة في مانهاتن مع أسلاك نظام الإضاءة المترددة المتشابكة بشكل عشوائي والتي تحمل ما يصل إلى 6000 فولت.  كان العزل على خطوط الكهرباء بدائيًا، حيث أشار إليه أحد الكهربائيين على أنه ذو قيمة كبيرة "مثل قطعة قماش مغطاة بدبس السكر"، وكان التعرض للعناصر يؤدي إلى تآكله بمرور الوقت.  تم التخلي عن ثلث الأسلاك ببساطة من قبل الشركات المنحلة وتدهورت ببطء، مما تسبب في تلف الخطوط الأخرى وإحداث قصر كهربائي فيها. إلى جانب كونها منظرًا قبيحًا، انزعج سكان نيويورك عندما هبت عاصفة ثلجية كبيرة في مارس 1888 ( العاصفة الثلجية الكبرى عام 1888 ‏ ) وتسببت في تدمير عدد كبير من الخطوط، مما أدى إلى انقطاع خدمات المرافق في المدينة. دفع هذا إلى فكرة نقل هذه الخطوط تحت الأرض، لكن الأمر توقف بأمر قضائي حصلت عليه شركة ويسترن يونيون. كان التشريع الذي يمنح جميع المرافق 90 يومًا لنقل خطوطها إلى قنوات تحت الأرض تُزودها المدينة يشق طريقه ببطء عبر الحكومة، لكن شركة الإضاءة الأمريكية طعنت في هذا التشريع أمام المحكمة، زاعمةً أن خطوط التيار المتردد الخاصة بها آمنة تمامًا.

## نقل الطاقة الكهربائية
الأنظمة المتنافسة
إن نظام اديسون للتيار المباشر يتكون من محطات توليد ومحطات توزيع ثقيلة التوصيل، لتصل إلي الزبون (الإنارة والمحركات). يعمل هذا النظام على نفس مستوى الجهد، فعلى سبيل المثال، مصابيح 100 فولت في موقع العميل يتم ربطها بمولد بقدرة 110 فولت، وذلك لتعويض الجهد الضائع في الأسلاك بين المولد والحمولة. وقد وقع الاختيار على مستوى الجهد لسهولة صنع المصباح؛ فالمصابيح الفتيلية الكربون يمكن بناؤها على تحمل 100 فولت، وتوفير الإضاءة بسعر اقتصادي منافسا للغاز. في ذلك الوقت كان يرى أن 100 فولت غير مرجح أن يعرض لخطر الصعق بالكهرباء.
ولتوفير تكلفة التوصيل والنحاس، تم استخدام ثلاثة الأسلاك في نظام التوزيع. الثلاثة أسلاك كانوا كالأتى: +110 فولت، 0 فولت -110 فولت.أما مصابيح 100 فولت يمكن أن تعمل إما بين +110 فولت -110 أما 0 فولت فتقوم فقط بنقل التيارات غير المتوازنة بين + و-. ينتج عن استخدام ثلاثة أسلاك استخدام أسلاك نحاسية أقل مقارنة لكمية الطاقة الكهربائية المرسلة، مع الاحتفاظ في الوقت نفسه (نسبيا) بتيار منخفض الفولتية. ولكن حتى مع هذا التجديد، كان انخفاض الجهد بسبب المقاومة للنظام التوصيل شديدا بحيث لا بد من وجود محطات توليد في محيط ميل واحد (1-2 كم) أو نحو ذلك من الحمل. لا يمكن استخدامها التيار المرتفع الفولتية بسهولة مع نظام التيار المباشر نظرا لعدم وجود التكنولوجيا (اَلتَّقّانَة) المنخفضة التكلفة التي يمكن أن تحول من ارتفاع الجهد المرتفع إلى معدل استخدام منخفض الجهد.
أما نظام التيار المتردد، فقد استخدم محول بين التيار عالي الفولطية والأحمال المنخفضة للعميل. كالمصابيح والمحركات الصغيرة التي لا تزال تعمل بالجهد المنخفض. ومع ذلك يسمح محول الكهرباء برفع الفولتية إلى أعلى من ذلك بكثير، أي عشرة أضعاف ذلك من الأحمال. نظرا لكمية الطاقة المنقولة، وسيكون حجم سلك متناسب عكسيا مع الجهد المستخدم، أو بعبارة أخرى: الطول المسموح به من الدوائر يمكن أن يزيد ما يقرب من مربع قيمة الجهد. هذه عملية هامة لأن محطات توليد أقل عددا وأكبر حجما يمكن أن تخدم منطقة معينة.و يمكن أن تمد الحمولات الكبيرة، مثل المحركات الصناعية أو لمحولات الطاقة الكهربائية والسكك الحديدية، ويمكن أن تخدم نفسها شبكة توزيع الإضاءة الأقل جهد، وذلك باستخدام محولات مناسبة مع الجهد المنخفض.

## تحليل هذه النظم
انتهت الحرب بفوز «نيكولا تيسلا» و«ويستينجهاوس» على «توماس إديسون»، وتم بعد هذا الانتصار اعتماد التيار الكهربائي المتناوب في كافة أنحاء العالم.